# Gare de Clécy-Bourg
Pour les articles homonymes, voir Gare de Bourg.
La gare de Clécy-Bourg est une ancienne gare ferroviaire française de la ligne de Caen à Cerisy-Belle-Étoile, située sur le territoire de la commune de Clécy, dans le département du Calvados, en région Normandie.
Elle est mise en service en 1873 par la Compagnie des chemins de fer de l'Ouest et fermée à tout trafic en 1970.

## Situation ferroviaire
Établie à 40 m d'altitude, la gare de Saint-Rémy est située au point kilométrique (PK) 275,890 de la ligne de Caen à Cerisy-Belle-Étoile, entre les gares de Saint-Rémy (Calvados) et de La Lande-Clécy.

## Histoire
La gare fut ouverte à partir du 15 mai 1873, bénéficiant de l'extension de la ligne Flers-Berjou vers Caen. Son exploitation fut reprise en 1908 par la Compagnie des chemins de fer de l'État, puis en 1938 par la Société nationale des chemins de fer français (SNCF). Elle fut exploitée jusqu’au 3 mai 1970. De 1991 à 1993, elle fut utilisée dans le cadre de l’exploitation de trains touristiques. 

## Service des voyageurs
Depuis le début des années 2000, la plateforme ferroviaire est entretenue par les soins de l’Amicale pour la mise en valeur de la ligne Caen-Flers. Depuis 2005, elle fait l'objet d'un débat pour sa réouverture au service TER. Finalement, le 12 décembre 2006, le Conseil Régional de Basse-Normandie a pris la décision de sauvegarder la ligne.